# Parîșce, Nadvirna
Parîșce (în ucraineană Парище) este localitatea de reședință a comunei Parîșce din raionul Nadvirna, regiunea Ivano-Frankivsk, Ucraina.

## Demografie
Componența lingvistică a localității Parîșce
     Ucraineană (99,83%)
     Alte limbi (0,11%)
Conform recensământului din 2001, majoritatea populației localității Parîșce era vorbitoare de ucraineană (99,83%), existând în minoritate și vorbitori de alte limbi.